# Albertochampsa
Albertochampsa is een geslacht van uitgestorven globidontide alligatoriden (mogelijk een stam-kaaiman) uit het Laat-Krijt van Alberta, Canada. 
Het werd in 1972 benoemd door Bruce Erickson en de typesoort is Albertochampsa langstoni. De geslachtsnaam is een combinatie van Alberta en champsa, volgens Herodotos het Egyptische woord voor 'krokodil'. De soortaanduiding eert Wann Langston jr.
Het is bekend van een schedel, holotype SMM P67.15.3, in Newell County gevonden in een laag van de Dinosaur Park-formatie daterend uit het middelste Campanien, waar het een zeldzaam deel van de fauna was. Leidyosuchus is namelijk de meest voorkomende krokodil in het park. 
De schedel van Albertochampsa was slechts ongeveer eenentwintig centimeter lang.